# Jaskinia w Kielnikach
Jaskinia w Kielnikach – jaskinia w nieczynnym kamieniołomie Kielniki w Olsztynie w województwie śląskim na Wyżynie Częstochowskiej.

## Opis obiektu
Trójkątny otwór schroniska o wysokości 1,2 m i szerokości 0,6 m znajduje się u podstawy środkowej części zachodniej ściany kamieniołomu i z jego dna jest widoczny. Ciągnie się za nim szczelinowaty korytarz o szerokości do 1 m. Jego dno opada, gdyż początkowa część zawalona jest osadami z dawnego wyrobiska kamieniołomu. Za 3-metrowej wysokości progiem znajduje się niewielka, trójkątna salka z dwoma 5-metrowej wysokości kominami z zaklinowanymi wantami. Również spąg salki tworzą duże wanty. W rogu salki, za 2,5-metrowej wysokości progiem, jest druga część jaskini, oddzielona skośną płytą. Tworzy ją ukośna szczelina z oderwanymi od ścian i zaklinowanymi głazami. W dwóch miejscach odchodzą od niej na boki ciasne i krótkie korytarzyki, jeden z nich w postaci pętli wraca do pierwszej salki. Powyżej płyty oddzielającej dwie części jaskini jest 9-metrowej wysokości komin. Jaskinia kończy się dwoma małymi salkami. Jest w nich dużo nacieków: polewy, żebra, nacieki grzybkowe i formy wełniste.
Jaskinia powstała w wapieniach pochodzących z jury. Na jej dnie są skalne bloki i ostrokrawędzisty rumosz skalny, prawdopodobnie będący zwietrzeliną mrozową. Na ścianach dość licznie występują krzemienie i jamki korozyjne, a w niektórych miejscach polewy kalcytu o grubości do 20 cm. Brak form powstałych wskutek przepływu wody, natomiast na niektórych blokach skalnych jest olbrzymia ilość nacieków grzybkowych. Na dnie znajdują się nieliczne kości nietoperzy. Jaskinia powstała w 3 etapach:
1. Wskutek powolnej cyrkulacji wód krasowo-szczelinowych. Świadczą o tym ślady korozji, stagnacji oraz osadzanie ilastego materiału.
2. Wytrącanie nacieków w suchej już jaskini.
3. Ostateczne przemodelowanie jaskini na skutek prac strzałowych w kamieniołomie.
Obecność kominów wychodzących na powierzchnię powoduje, że mikroklimat jaskini jest zmienny. Zimą wymarza całkowicie i wówczas na jej spągu powstają lodowe stalagmity, a na stropie w końcowej salce lodowe, krystaliczne nacieki. Rozproszone światło dzienne dochodzi do pierwszej salki. Nietoperze zimują tylko wyjątkowo. W roku 1990 stwierdzono obecność dwóch osobników gacka szarego, tropy i ślady kun świadczą natomiast o tym, że bywa odwiedzana przez inne zwierzęta.

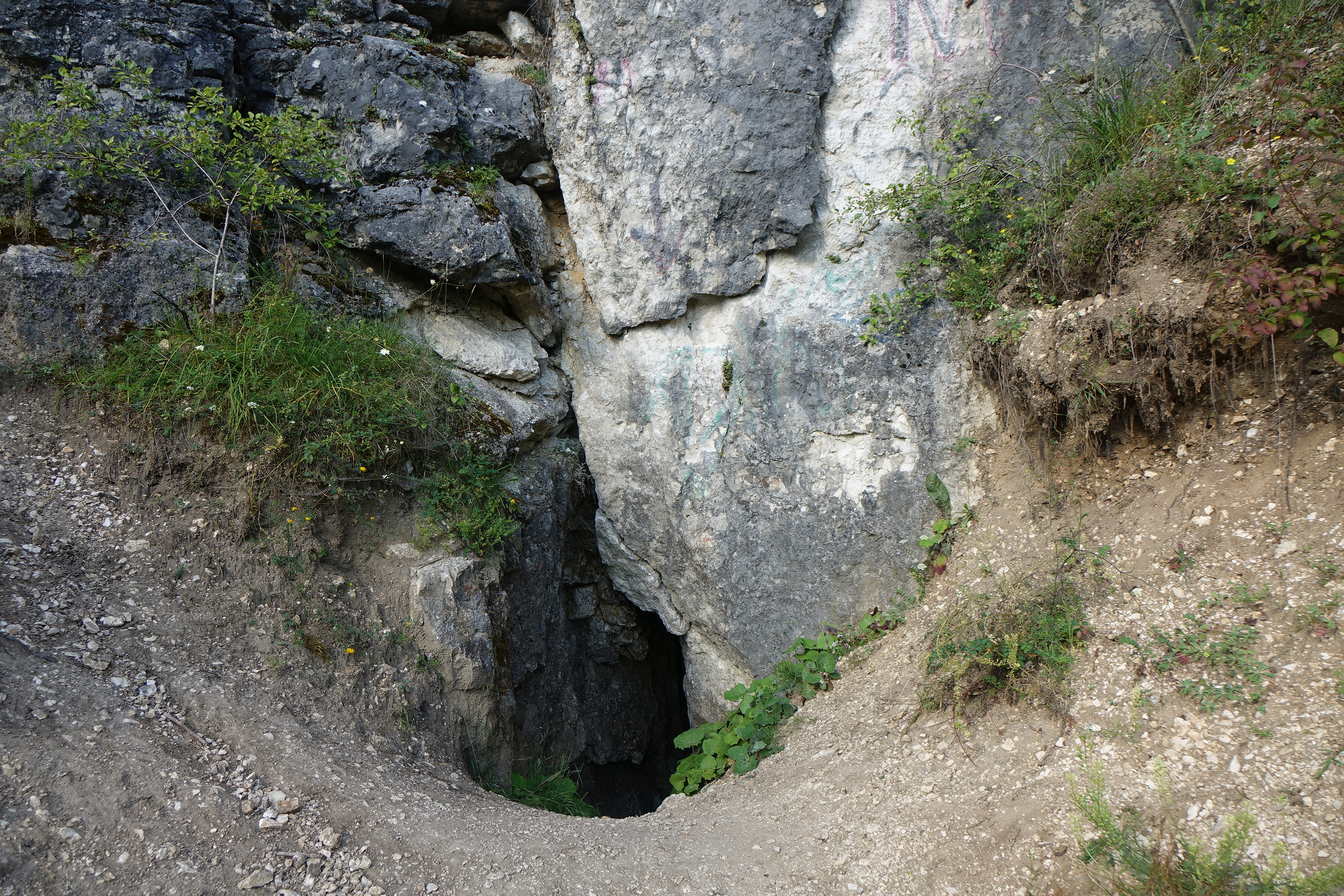
Otwór
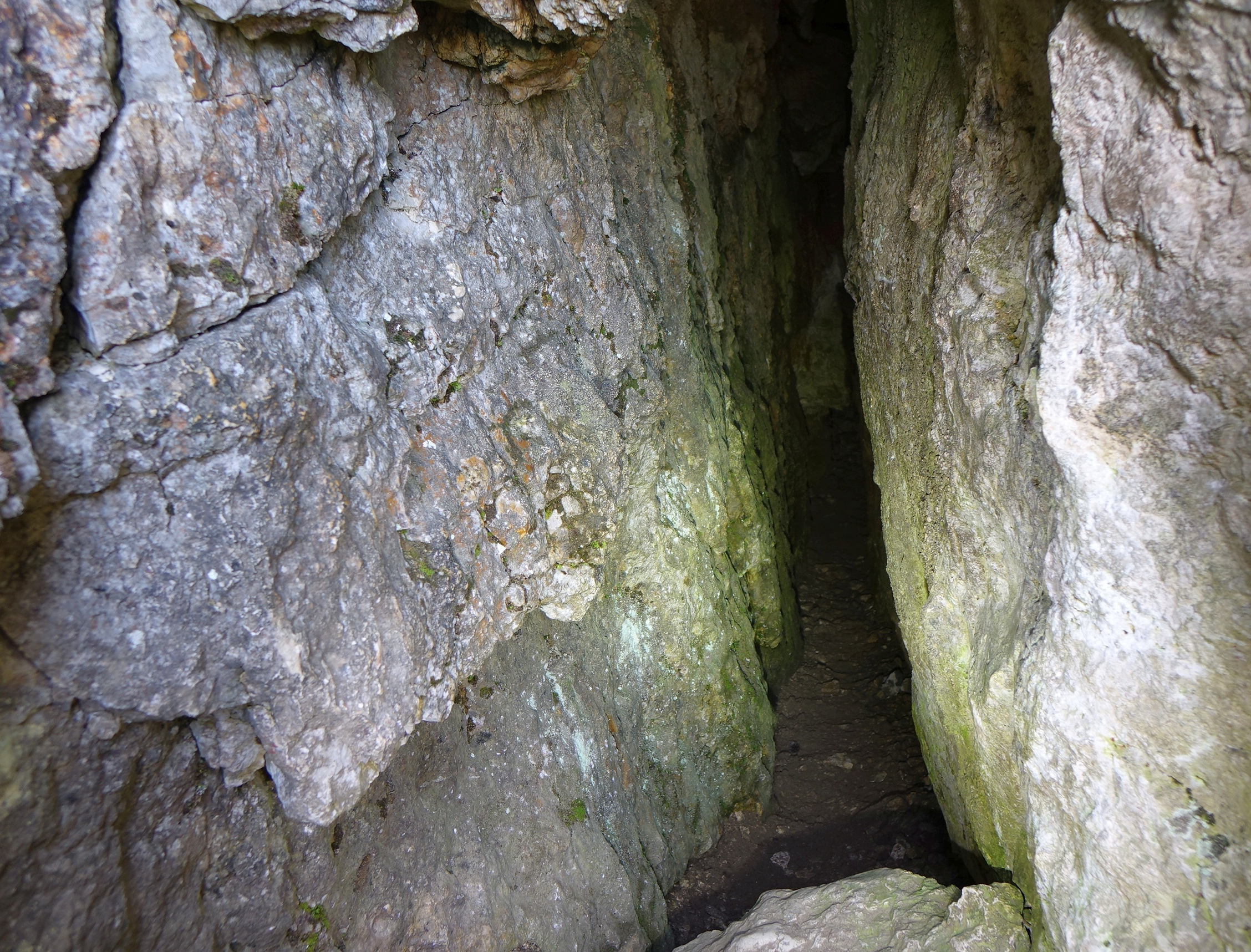
Korytarz
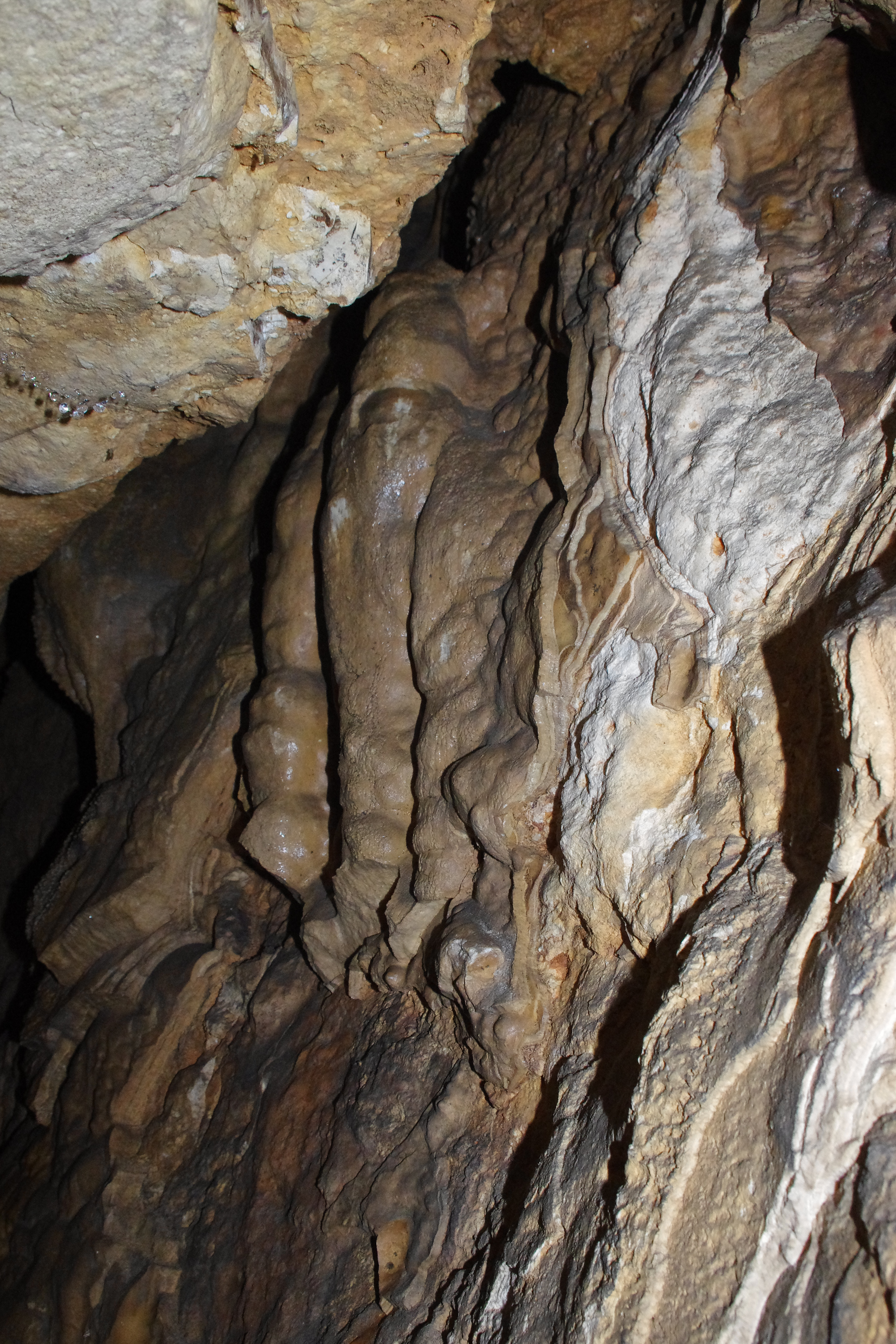
Pozostałości szaty naciekowej
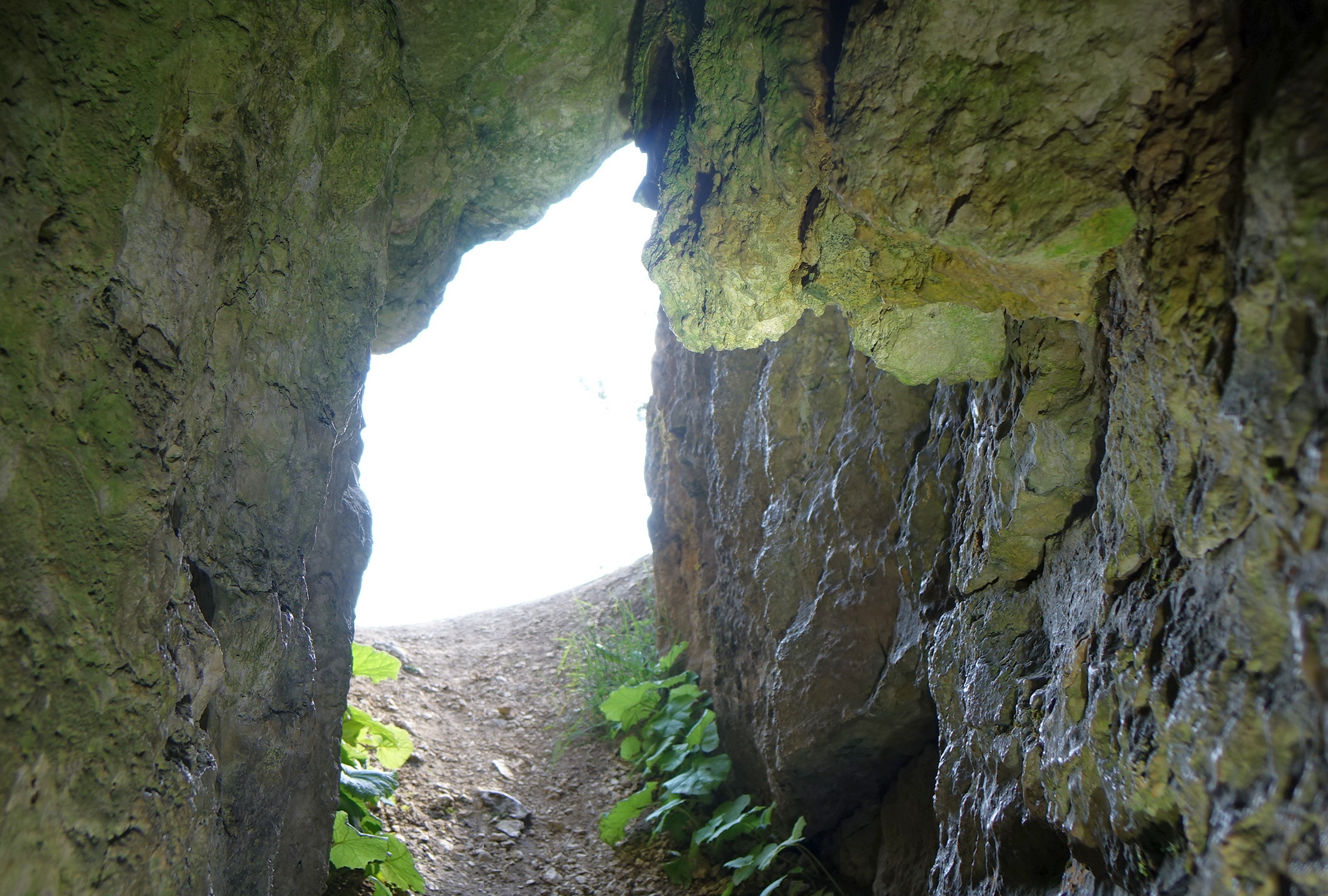
Widok z korytarza

Jaskinia jest geostanowiskiem. Oprócz niej w południowej części wzgórza Kielniki znajduje się jeszcze Jaskinia Magazyn.